# The Return of Jezebel James
The Return Of Jezebel James est une série télévisée américaine en sept épisodes de 22 minutes, créée et produite par Amy Sherman-Palladino et Daniel Palladino et dont seulement trois épisodes ont été diffusés entre le 14 mars 2008 et le 21 mars 2008 sur FOX.
Cette série est inédite dans les pays francophones.

## Synopsis
Sarah Thomkins est une femme intelligente et optimiste à qui tout semble réussir. Sa vie professionnelle est au beau fixe grâce à son travail dans une maison d'édition de livres pour enfants et à son assistant Buddy - prêt à tout pour la satisfaire -, de même que sa vie privée grâce à sa relation avec l'homme d'affaires Marcus Sonti. Toutefois, comme son père Ronald le lui assène constamment, il lui manque quelque chose dans sa vie et son appartement est bien trop vide quand elle rentre tard chez elle le soir. Consciente que l'horloge tourne, elle décide de faire un bébé seule mais apprend bientôt qu'elle ne peut avoir d'enfants. N'acceptant jamais la défaite, elle arrange un rendez-vous avec sa jeune sœur Coco qu'elle a perdue de vue, afin que celle-ci porte son bébé...

## Distribution
- Parker Posey : Sarah Thomkins
- Lauren Ambrose : Coco Thomkins
- Michael Arden : Buddy
- Scott Cohen : Marcus Sonti
- Ron McLarty : Ronald Thomkin

## Épisodes
1. Pilot
2. Frankenstein Baby
3. Needles & Schlag
4. The Return of the Crazy Jackal Shillelagh Lady non diffusé
5. I'm With Blank non diffusé
6. Sarah Takes a Bullet non diffusé
7. Paragraph Two, Section Three non diffusé

## Commentaires
Créée par les Palladino, The Return Of Jezebel James est leur seconde série télévisée après Gilmore Girls.
La diffusion de la série a été arrêtée après seulement trois épisodes en raison d'une audience jugée beaucoup trop faible par FOX.